# جاندارانگاری

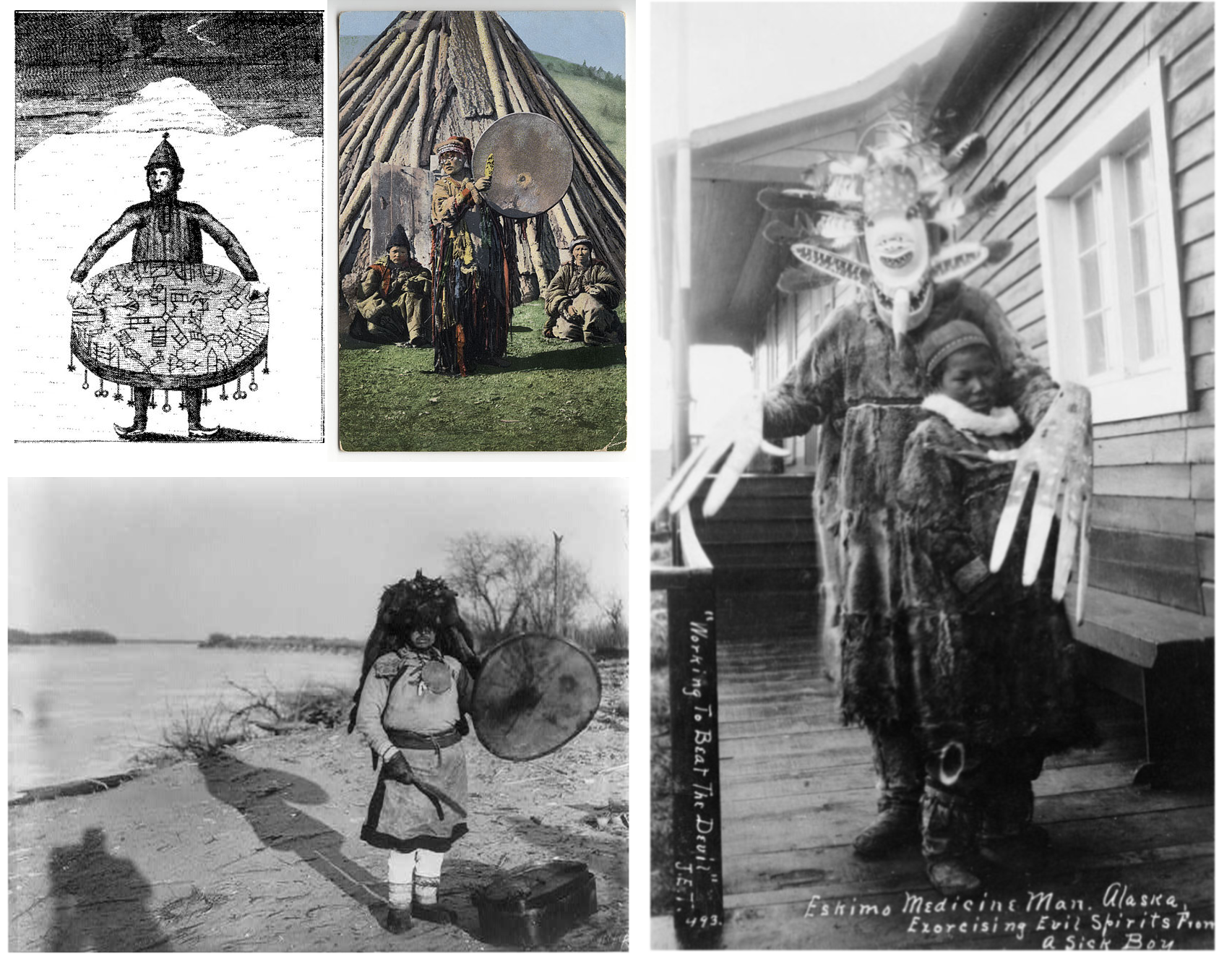
یک تابلو با ارائه چهره‌هایی از فرهنگ‌های مختلف، که اغلب در ادبیات به عنوان «شمن» خوانده می‌شوند.

جانداراِنگاری، زنده‌اِنگاری، جان‌باوری یا اَنیمیسم (به انگلیسی: Animism) آیینی است که گرایندگان به آن اعتقاد دارند که تمامی عناصر طبیعت دارای روح و جان و زنده‌اند. غالباً این ارواح و جان‌ها به گیاهان و جانوران نسبت داده می‌شود. طبق همین پندار، جنبش طبیعت را ارواح و شیاطین سبب می‌شوند. این ارواح برخی موجب بدی و برخی دیگر موجب نیکی هستند. گرایندگان این آیین امروزه در مناطق بدوی‌نشین همچون غرب آفریقا زندگی می‌کنند.
سر ادوارد بارنت تایلور مردم‌شناس مطرح بریتانیایی در قرن نوزدهم این مفهوم را بیش از پیش گسترش داد. او در کتاب فرهنگ ابتدایی تعریفی این‌چنین از آنیمیسم ارائه می‌دهد: نظریه‌ای عمومی در خصوص روح و اشکال مختلف موجودات روح‌دار. تیلور معتقد بود زنده‌انگاری اولین شکل دین در تاریخ بشر است و چون این باور مبتنی بر تخیلات و اوهام بشر اولیه است، پایه و اساس دین به غلط گذاشته شده‌است. او عقلانیت علمی را جایگزین امروزین آن تلقی می‌کرد.
مردم‌شناسان دیگری همچون گراهام هاروی زنده‌انگاری را این‌گونه تعریف می‌کنند: جهان سرشار از شخصیت است که انسان‌ها تنها بخش کوچکی از این شخصیت‌های جان‌دار را تشکیل می‌دهند.

## در میان سامی‌ها
مردم کنعان بعل‌های محلی را پرستش می‌کردند، در صورتی که عبرانیان چادرنشین، ایزدبانوهای دسته‌های متفاوت را عبادت می‌کردند و مراسم به خصوصی انجام می‌دادند. برخی از اسباط دوازده‌گانه که به حال شبانی مانده و جنبهٔ کوچ‌نشینی و بیابانگردی را از دست نداده بودند کمک و عنایت یهوه (خدای موسی) را برای خویش کافی دانستند، زیرا او را مالک کوه‌ها و الههٔ طوفان می‌شمردند که در بیابان به آنان یاری می‌کند و در جنگ و صلح آنان را رهبری می‌نماید. اما اسباط دیگر که جنبهٔ کشاورزی را پیش گرفتند به ناچار حالتی دیگر داشتند و لازم بود که حرف و مشاغل شهرنشینی بیاموزند. پس از شهرنشینان تقلید کردند و از خدایان و الهه‌های فعال در بلاد و قصبات یاری و استعانت جستند.
عبرانیان هنگام ورود در محل مقدسی چون سینا کفش‌های خود را درآورده با رخسارهٔ مستور پیش می‌روند تا با دیدن یکی از الهه‌های مرگ، آن‌ها را از میان نبرد. با چنین دینی عبرانیان به کشور کنعان وارد شدند. این عقاید از بسیاری جهات با افکار مردم فلسطین شباهت داشت. قوم اسرائیل به تدریج عقاید ساکنان را پذیرفت و با نشان دادن نوعی واحدپرستی متغیر با رفتار و ادراکات قدیم مبارزه آغاز کرد. در این راه ابتدا از مرحلهٔ آنیمیزم، به اعتقاد الهه‌های مجرد و کلی رسیدند و به نیروهای کلی و نامشخص معتقد شدند؛ یعنی به همهٔ ارواح فوق طبیعت، عنوان کلی با تلفظ‌های مختلف مانند إل، الیم و الوهیم دادند.